# 滇西北紫菀
滇西北紫菀（学名：Aster jeffreyanus）为菊科紫菀属的植物，是中国的特有植物。分布在中国大陆的云南等地，生长于海拔2,800米至3,000米的地区，多生长于高山以及亚高山开旷坡地，目前尚未由人工引种栽培。